# XVII. Armee-Korps (Deutsches Kaiserreich)
Das XVII. Armee-Korps war ein Großverband der Preußischen Armee von 1890 bis 1919, zuletzt beim Grenzschutz Ost in Danzig, Westpreußen.

## Geschichte

Der erste Kommandierende General des Korps August von Lentze

Durch Gesetz vom 27. Januar 1890 wurde die Trennung der West- und Ostpreußischen Provinz auch in militärischer Beziehung vorbereitet. Es bestimmte, dass ab dem 1. April 1890 die gesamte Heeresmacht des Deutschen Reiches aus zwanzig Armee-Korps bestehen sollte. Die hierauf sich begründende A.K.O. vom 1. Februar besagt: „Es sind neuzubilden das XVI. und XVII. Armee-Korps. Letzteres tritt zur I. Armee-Inspektion und umfasst in militärischer Hinsicht das Gebiet der Landwehrbezirke: Schlawe, Stolp, Konitz, Thorn, Graudenz, Danzig, Pr. Stargard, Neustadt,Osterode, Dt. Eylau und Marienburg.“
Da sich die IV. (Halb)Bataillone nicht bewährten, wurde ein auf Änderung der Heeresleitung seitens der Reichsregierung eingebrachter Antrag im August 1896 angenommen. In jedem Armee-Korps sollte am 1. April 1897 eine neue Infanterie-Brigade aufgestellt werden. Jede Division hatte aus den Halbbataillonen ein Regiment à acht Kompanien zu bilden. Im Bereich des XVII. Armee-Korps entstand für die 35. Infanterie-Division die 87. Infanterie-Brigade, die aus den Infanterie-Regimentern Nr. 175 und 176 bestand.

### Erster Weltkrieg

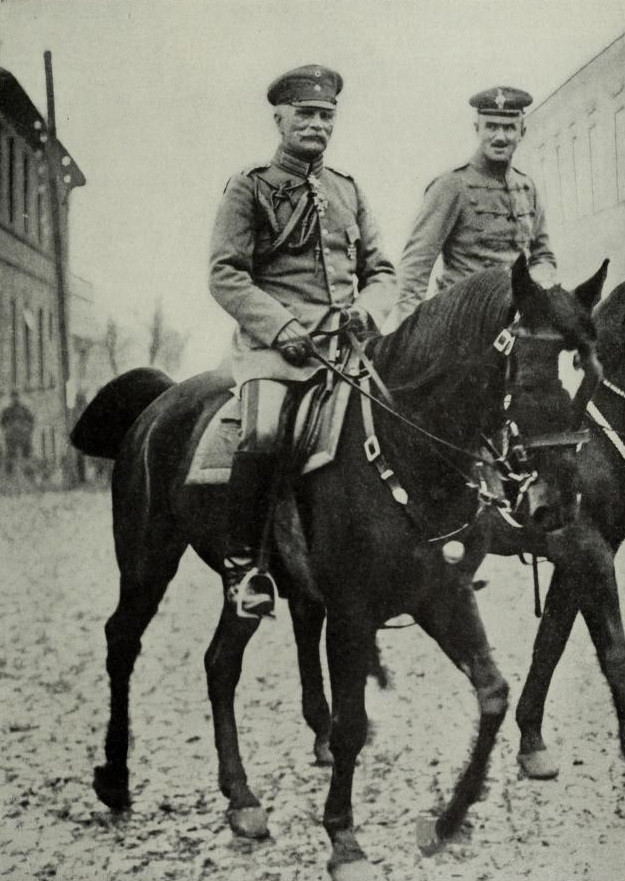
August von Mackensen

Im August 1914 stand das XVII. Armee-Korps unter General der Kavallerie von Mackensen im Rahmen der 8. Armee (General von Prittwitz-Gaffron) in Ostpreußen und zählte 24 Bataillone Infanterie, acht Eskadronen Kavallerie, mit 160 Geschützen. Chef des Stabes war Oberstleutnant von Duncker. Die unterstellte 35. Infanterie-Division führte Generalleutnant Hennig und die 36. Infanterie-Division stand unter dem Kommando von Generalleutnant von Heineccius.
Zu Kriegsbeginn deckte das Korps die Linie östlich der Weichsel im Raum Deutsch-Eylau an der Linie Thorn bis westlich von Soldau, mit Front nach Süden. Beim ersten Vorstoß wurde am 13. August vorübergehend Mława besetzt. Wegen der schnelleren Bedrohung der ostpreußischen Ostgrenze wurde das Korps aber zur Verstärkung des bedrohten I. Korps ab 14. August nach Insterburg abtransportiert. Der geräumte Frontabschnitt wurde darauf durch die Landwehrtruppen unter Generalmajor von Unger gesichert, der den Anschluss an das im Raum Ortelsburg liegende XX. Korps (Scholtz) hielt.
Am 19. August 1914 griffen die Russen in der Schlacht bei Gumbinnen an mehreren Stellen an, konnten jedoch überall abgewehrt werden. Das XVII. Korps war nach einem Nachtmarsch von 25 Kilometer bei Plicken (35. Division) und südlich davon bei Girnen (36. Division) eingerückt. Am 20. August erfolgte der deutsche Gegenangriff, am Nordflügel war der Angriff des I. Armee-Korps erfolgreich. Der rechte Flügel der russischen 1. Armee (20. Korps und Teile des 3.) wurde dabei zurückgedrängt. Im Mittelabschnitt an der Angerapp wurde Mackensens Korps nach Anfangserfolgen durch das russische 3. und 4. Korps jedoch unter schweren Verlusten in die Ausgangsstellung Walterkehmen-Perkallen-Plicken zurückgeworfen. Den rechten Flügel bei Angerburg hielt das I. Reserve-Korps unter von Below.
Nach der Armeeübernahme durch General der Infanterie von Hindenburg am 23. August wurde das Korps nach Süden umgruppiert und trat mit dem I. Reserve-Korps in die Schlacht von Tannenberg ein. Am 25. August marschierte das I. Armee-Korps am rechten Flügel des XX. beiderseits von Neidenburg auf. Um den Gegner im Süden in die Flanke zu stoßen, hatte das XVII. Korps eine Marschleistung von 50 Kilometer auf sich zu nehmen und marschierte über Groß-Schwansfeld mit der 36. Division voran auf Bischofstein vor. Das rechte Flügelkorps der russischen 2. Armee (6. Korps) marschierte gegenüber über Bischofsburg nordwärts, also direkt dem XVII. Armee-Korps entgegen. Am 26. August traf man zwischen Lautern und Groß-Koellen auf den Feind, auch das am rechten Flügel begleitende I. Reserve-Korps stieß mit der 36. Reserve-Division am Nordufer des Dadey-See auf den Gegner. Nach dem nötigen Abschwenken des Korps Below zur Verstärkung des Zentrums bei Allenstein setzte Mackensen seinen Südmarsch weiter fort. Das rechte Flügelkorps Samsonows wurde am 27. August bei Passenheim geschlagen und auf Ortelsburg zurückgeworfen. Am 28. August erreichte die Vorhut im Raum westlich von Willenberg die Verbindung zum gegenstoßenden I. Armee-Korps. Die Einkesselung der russischen 2. Armee wurde bis zum 31. August erfolgreich abgeschlossen.
Am 9. September stand das Korps während der Schlacht an den Masuren im Raum Lötzen am südlichen Flügel der 8. Armee. Die 35. Division konnte im schweren Kampf bis zum Abend die Stellungen der Russen bei Kruglanken durchbrechen. Nördlich von Angerburg ansetzend öffnete dem Korps der Angriff des XX. Korps den Eingang in die Seenenge bei Ogonken. Bereits am 11. September befanden sich die Masse der russischen 1. Armee auf den Rückzug über die Angerapp, am Südflügel hielt der Gegner vor dem XVII. Korps aber aus taktischen Gründen länger stand. Am Abend stand die 8. Armee an der Linie Tolmingkehmen–Goldap (I. Korps) über Gaweiten (XVII. Korps) nach Szabienen-Darkehmen (XX. Korps) bis Nemmersdorf (XI. Korps). Die 35. Division erreichte abends Kleszowen, die 36. Division konnte östlich und nördlich Szabienen nicht vorankommen.

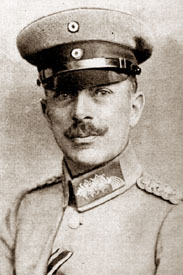
Günther von Pannewitz

Anfang November 1914 wurde Generalleutnant von Pannewitz zum neuen Kommandierenden General des Korps ernannt. Im Verband der deutschen 9. Armee kämpfte das XVII. Korps im November 1914 bei Kutno, in der Schlacht um Łódź sowie an der Rawka und Bzura. Als Teil der Armeegruppe Gallwitz stand das Korps ab 13. Juli 1915 in der Narew-Offensive. Der Gruppe Pannewitz war jetzt auch die 1. Garde-Reserve-Division unterstellt, bereits am ersten Tag gelang die Eroberung von Przasnysz. Anschließend durchbrach das Korps die Bogate-Stellung, überschritt zwischen Różan und Pułtusk den Narew und konnten die russischen Streitkräfte bei Wonsewo Anfang August 1915 erneut zurückdrängen. Nach weiteren Gefechten und Schlachten kam der Vormarsch in den litauischen Sümpfen zum Erliegen. Im Oktober 1915 kam das Korps an die Westfront und lag in Stellungskämpfen zwischen Somme und Oise.
In der am 1. Juli 1916 beginnenden Schlacht an der Somme hielt das Generalkommando des XVII. Korps als „Gruppe Pannewitz“ den südlich der Somme ringenden Abschnitt der 2. Armee. Die unterstellte 121., 11. sowie die 35. und 36. Infanterie-Division verteidigten den Abschnitt Estrees-Lihons-Chaulnes bis nach Andechy und konnten in schweren Abwehrkämpfen den überwiegenden Teil dieser Stellungen gegen die Angriffe der inneren Flügel der französischen 6. und 10. Armee in Richtung auf Peronne behaupten.
Am 7. September 1916 übernahm General Fleck die Führung des XVII. Korps. Anfang November hielt das Korps mit der unterstellten 35. Division und 15. Reserve-Division gegenüber dem französischen X. Korps etwa die neue Linie Chilly–Fouquescourt-Parvillers.
Zwischen 12. April 1917 und 5. März 1918 wurde das Korps als „Gruppe Oise“ bezeichnet und bildete den linken Flügel der 2. Armee. im Juni 1917 waren dem Kommando die 208. Infanterie-Division und die 13. Landwehr-Division unterstellt.
Am 19. Februar 1918 übernahm Generalleutnant von Webern die Führung des Korps im Abschnitt der beidseitig von St. Quentin neu aufgestellten 18. Armee. Im Zuge der deutschen Frühjahrsoffensive 1918 bildete die „Gruppe Webern“ am 21. März zusammen mit dem IV. Reserve-Korps („Gruppe Conta“) den südlichen Angriffsflügel. Der deutsche Angriff drängte das britische III. Korps (Richard Butler) über den Crozat-Kanal in Richtung Süden ab und führte die 36. und 238. Infanterie-Division, in zweiter Linie folgten die 9. und 10. Infanterie-Division in südwestlicher Richtung auf Guiscard. Ende April erwehrte sich das Generalkommando französischer Gegenangriffe im Raum westlich von Lassigny. Am 9. Juni führte das Korps zusammen mit dem VIII. Armee-Korps (Gruppe Schoeler) den „Gneisenau-Angriff“ durch. Die unterstellte 3. Reserve-Division, die 19. und 227. Infanterie-Division eroberten das hügelige Gelände östlich der Oise und erreichten die Matz. Am 18. Juli 1918 wurde das Generalkommando während der Schlacht von Soissons als „Gruppe Etzel“ mit der 51. und 45. Reserve-Division in der aufgerissenen Frontlücke von Ancienville zwischen den „Gruppen Watter und Winckler“ eingeschoben, konnten aber den Durchbruch der Truppen der französischen 10. Armee nicht mehr aufhalten.

## Gliederung
Das Korps war bis zu Beginn des Ersten Weltkrieges der I. Armee-Inspektion unterstellt. Sitz des Generalkommandos war bis zur Auflösung 1919 Danzig.

Generalkommando des XVII. Armee-Korps in Danzig

### Friedensgliederung 1914
- 35. Division in Thorn
- 36. Division in Danzig
- Jäger-Bataillon „Fürst Bismarck“ (Pommersches) Nr. 2 in Kulm
- Maschinengewehr-Abteilung Nr. 4 in Thorn
- Festungs-Maschinengewehr-Abteilung Nr. 3 in Graudenz
- Festungs-Maschinengewehr-Abteilung Nr. 4 in Graudenz
- Festungs-Maschinengewehr-Abteilung Nr. 5 in Thorn
- 1. Westpreußisches Fußartillerie-Regiment Nr. 11 in Thorn
- 2. Westpreußisches Fußartillerie-Regiment Nr. 17 in Danzig und Pillau
- 1. Westpreußisches Pionier-Bataillon Nr. 17 in Thorn
- Telegraphen-Bataillon Nr. 5 vorläufig in Klausdorf-Sperenberg
- Festungs-Fernsprech-Kompanie Nr. 1 in Thorn
- Festungs-Fernsprech-Kompanie Nr. 2 in Graudenz
- Westpreußische Train-Abteilung Nr. 17 in Danzig
- Invalidenhaus in Stolp

## Kommandierender General

General der Infanterie Georg von Braunschweig

Das Generalkommando stand unter Führung eines Kommandierenden Generals.
| Dienstgrad                             | Name                   | Datum                                                       |
| -------------------------------------- | ---------------------- | ----------------------------------------------------------- |
| Generalleutnant/General der Infanterie | August von Lentze      | 24. März 1890 bis 1. April 1902                             |
| Generalleutnant                        | Georg von Braunschweig | 03. April bis 17. Oktober 1902 (mit der Führung beauftragt) |
| Generalleutnant/General der Infanterie | Georg von Braunschweig | 18. Oktober 1902 bis 11. Januar 1908                        |
| General der Kavallerie                 | August von Mackensen   | 27. Januar 1908 bis 1. November 1914                        |
| Generalleutnant/General der Infanterie | Günther von Pannewitz  | 02. November 1914 bis 6. September 1916                     |
| Generalleutnant                        | Paul Fleck             | 07. September 1916 bis 18. Februar 1918                     |
| Generalleutnant                        | Richard von Webern     | 19. Februar bis 22. Juni 1918                               |
| Generalleutnant                        | Günther von Etzel      | 23. Juni bis 26. August 1918 (mit der Führung beauftragt)   |
| Generalleutnant                        | Axel von Petersdorff   | 27. August bis 27. Dezember 1918                            |
| General der Infanterie                 | Otto von Below         | 28. Dezember 1918 bis 26. Juni 1919                         |